# Péniszgyűrű

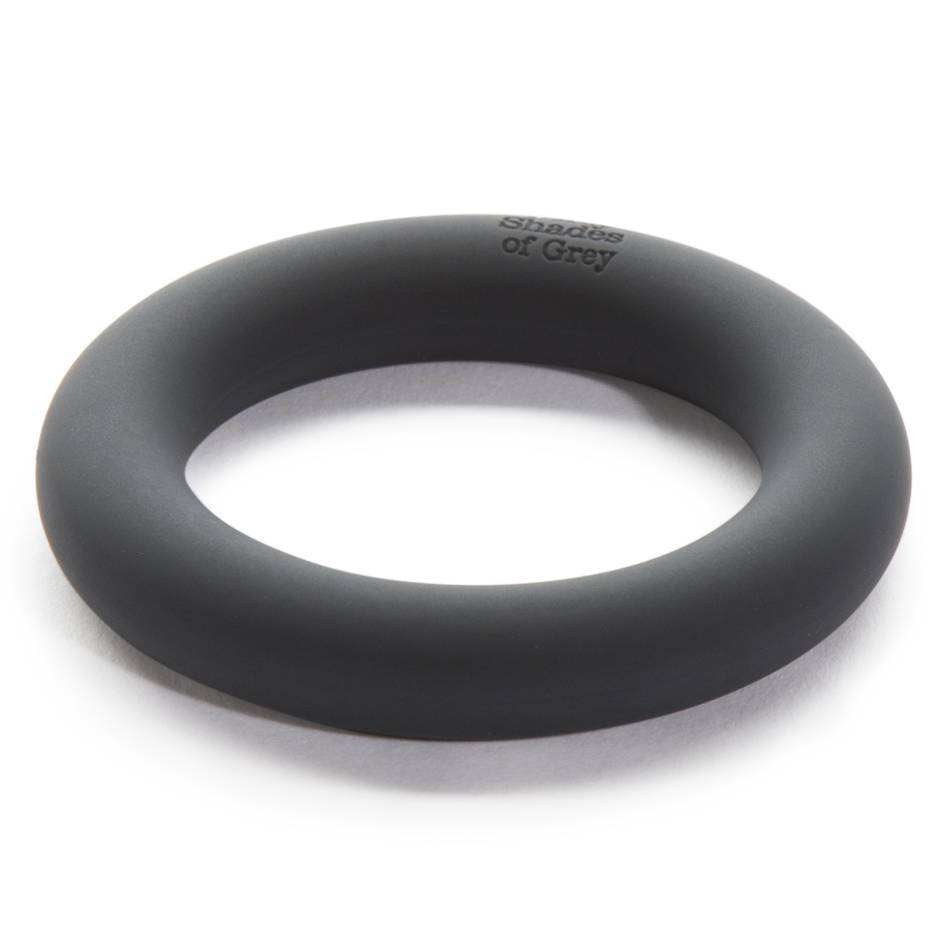
Szilikon péniszgyűrű (fekete)

A péniszgyűrű a férfiaknál fellépő szexuális zavarok (merevedési zavar és korai magömlés) kezelésére használt, a férfi nemi szervének tövére húzandó orvosi szorító gyűrű. Már a szexuális kultúra alapját képező egyik legrégebbi gyűjtemény, az indiai Kámaszútra is említést tesz a péniszre helyezhető, fából készült gyűrűkről, amelyek a mai péniszgyűrűk elődei voltak. 

## Az erekció biológiai háttere
A péniszgyűrű működésének megértéséhez szükséges látni az erekció létrejöttének biológiai hátterét. A merevedés idegi, pszichés, hormonális és érrendszeri működések összetett, és egymásra ható reakciójaként jön létre. Nyugalmi állapotban a hímvessző barlangos testjeinek (latinul corpus cavernosum – csőszerű üregként képzelhető el) üregeiben található simaizom-sejtek összehúzódott státuszban vannak, így a beáramló vér nem képes megduzzasztani a barlangos testet. Ilyenkor a normális működés érdekében a szövetek ellátáshoz szükséges vér beáramlik a péniszbe, majd onnan a vénákon át akadálytalanul távozik is. 
A szexuális stimuláció hatására az agy paraszimpatikus idegrendszerének irányításával a húgycső két oldalán párhuzamosan elhelyezkedő barlangos testek közepén futó artériák megnyílnak, és a barlangos test szinuszaiba vér kerül. Ilyenkor az artériás nyomás az alapállapothoz képest 10-szeresére nő, és a péniszbe csaknem 40-szer annyi vér jut el, mint nyugalmi állapotban. A barlangos testek vérrel való telítődésével a vénák a kötőszövetes toknak szorulva beszűkülnek, emiatt az odajutott vér beszorul a barlangos testekbe. Ekkor a pénisz merevvé válik. A húgycső körüli barlangos testek sűrű vénahálózat azonban átengedi a nagy nyomású vért, ami a sperma húgycsövön keresztüli távozásához szükséges. Az erekció fennállása alatt, ahogy folyamatosan távozik a vér a barlangtestek vénahálózatán keresztül, az artériából úgy érkezik az utánpótlás. Így lesz folyamatos az erekció.

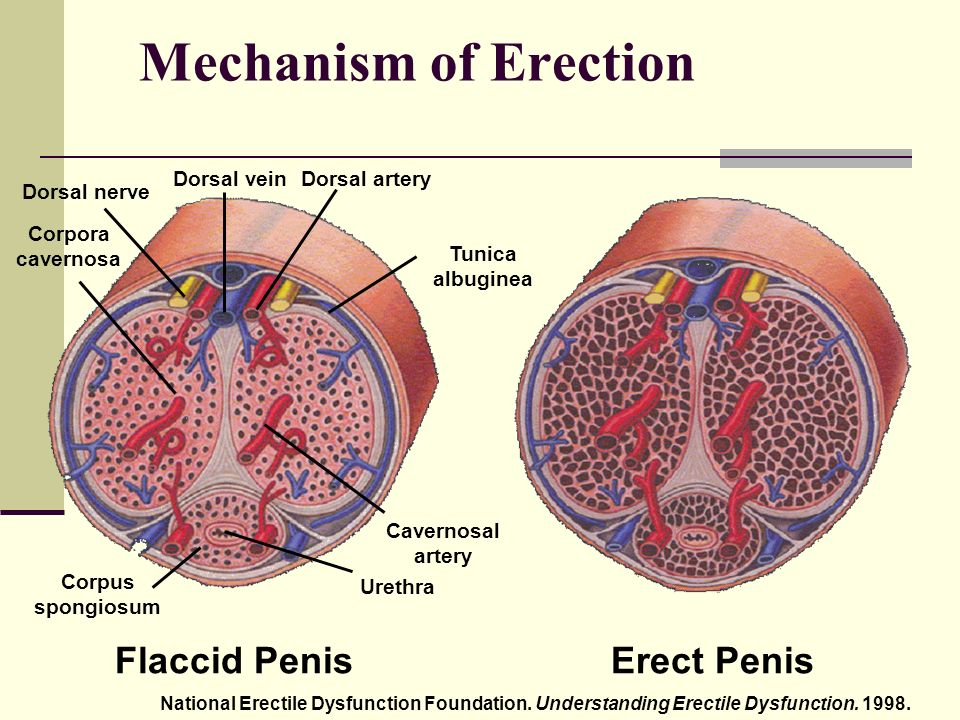
Az erekció mechanizmusa - National ErectilleDysfunction Foundation, 1998. év

A magömlés vagy ejakuláció után a szimpatikus rendszer jelzésére a szexuális izgalom csökkenésével az artériás vér péniszbe áramlása is alábbhagy. Az ekkor lejátszódó kémiai folyamatok (a PDE5 nevű enzim lebontja a cGMP-t) hatására a simaizmok lassan ismét összehúzódnak, és a hímvessző elernyed.

### A péniszgyűrű feladata
A péniszgyűrűk az erekciós folyamat második szakaszban, tehát az erekció elérését követően kapnak szerepet. Az erekció elérését követően a hímvessző tövére húzva akadályozzák a barlangtestek vénahálózatán keresztül távozó vér visszaáramlását, ezzel keményebbé és tartósabbá teszik az erekciót.

## Milyen érzés viselni a péniszgyűrűt?
Ha a pénisz méretéhez illeszkedő (a biztonságos méretekről később lesz szó) péniszgyűrűt visel a férfi, akkor meleg, enyhén feszítő érzése lesz, mint amikor az ujjára madzagot teker. A péniszgyűrű által okozott enyhe nyomás egyes férfiak vágyát is növeli, mivel egyedi érzékeléssel társul.

## Péniszgyűrű és az óvszer
Az óvszer alján elhelyezett szorító karima is képes a péniszgyűrűhöz hasonló hatást kifejteni, bár annak elsődleges célja az ondó óvszeren belül tartása, ezért az óvszer karimája lényegesen kisebb mértékű szorítást képes kifejteni. 

## A péniszgyűrűk típusai
Anyagukat tekintve megkülönböztetünk:
- rugalmas anyagból készült péniszgyűrűk: gumiból vagy szilikonból készülnek, kíméletesebb és kényelmesebb a viselésük, könnyen eltávolíthatóak, és lényegesen olcsóbbak, ellenben kevésbé tartósak. Első használatra mindenképp ez javasolt.
- merev anyagból készült péniszgyűrűk: valamilyen fémből készülnek. Ezek a péniszgyűrűk határozottabb tartás biztosítanak, a rossz méretválasztás balesetveszélyes, mivel a pénisz könnyebben beleszorul, ilyenkor az eltávolításhoz orvosi segítségre is szükség lehet.

Mindkét típus könnyen tisztán tartható kifejezetten erre a célra készített antibakteriális tisztítókkal.
Kialakításukat tekintve az alábbi típusok ismertek:
- állítható péniszgyűrű: a péniszgyűrűn elhelyezett szerkezet vagy csatt segítségével az ideális méret beállítható
- kinyitható péniszgyűrű: a fémből készült péniszgyűrűkön biztonsági zár kerül kialakításra, amellyel kiszabadítható a beszorult pénisz
- heréket is tartó péniszgyűrű: a pénisz tövének felső oldalától a herék alatt végigfutó, nagyobb méretű péniszgyűrű. Egészségügyi hatása kisebb intenzitású.
- vibrációs péniszgyűrű: az egyik oldalán kiálló, bevonattal fedett szerkezet elem segítségével vibrációs mozgást végez. Célja, hogy a közösülés során hozzáérő női nemi szervet (különösen a csiklót) is stimulálja.

## A megfelelő méretű péniszgyűrű
A biztonságos használat alapfeltétele, hogy megfelelő méretű péniszgyűrű kerüljön felhelyezésre a péniszre. A péniszgyűrűk mérete átmérőben adható meg. A megfelelő választáshoz a férfinak ismernie kell saját méretét. A pénisz átmérőjének meghatározása a következő módon történhet: erektált állapotban egy zsinór tekerendő körbe egyszer a pénisz tövénél. A zsinórt egy vonalzóhoz feszítve megkapható a pénisz kerülete, melyet 3,14-dal elosztva megkapjuk az átmérőt.
A kapott átmérőből levonva kb. 15%-ot, megkapjuk az ideális méretű péniszgyűrű átmérőjét.
- 2,5 cm esetén kb. 2,1 cm az ideális méret
- 3 cm esetén kb. 2,5 cm az ideális méret
- 3,5 cm esetén kb. 3 cm az ideális méret
- 4 cm esetén kb. 3,4 cm az ideális méret
- 4,5 cm esetén kb. 3,8 cm az ideális méret
- 5 cm esetén kb. 4,25 cm az ideális méret
- 5,5 cm esetén kb. 4,6 cm az ideális méret
- 6 cm esetén kb. 5 cm az ideális méret

A kisebb mértékű levonás hatástalanságot, a nagyobb mértékű levonás fájdalmat okozhat a használat során.

## A péniszgyűrűk használata
Első használatra mindenképpen a könnyen eltávolítható, ugyanakkor azonos hatású, rugalmas anyagból készült péniszgyűrű ajánlott. Ezzel könnyen kitapasztalható a hatásmechanizmusa, és a megfelelő méret. Az újonnan megvásárolt péniszgyűrűt használat előtt alaposan mossuk át az erre a célra kifejlesztett antibakteriális lemosóval. Felhelyezése a pénisz erektált, vagy majdnem erektált állapotában célszerű a hímvessző tövére. Fájdalommentes felhelyezéséhez ajánlott síkosító gél használata a hímvesszőn és a péniszgyűrűn egyaránt. A magömlést követően várjunk egy keveset, majd óvatosan távolítsuk el. Használatot követően az anyag elszíneződésének és szagosodásának elkerülése érdekében ajánlott ismét lemosni. A péniszgyűrű használata egy alkalommal maximum 20 percig ajánlott.

## A péniszgyűrű használatának veszélyei
A péniszgyűrű nem megfelelő használata komoly sérüléseket eredményezhet a nemi szerven. A rugalmas anyagból készült gyűrűk biztonságosabbak, a keményebb anyagból készültek kockázatosabbak. Alapszabály, hogy ha bárminemű kellemetlenséget, fájdalmat, vagy túlzott szorítást érzékel a férfi, azonnal el kell távolítani a gyűrűt. A nem megfelelő használat károsíthatja a pénisz ereit, vérkeringését. Ha túl kis méretű, kemény anyagból péniszgyűrűt visel a férfi, könnyen előfordulhat, hogy az rászorul a péniszre az erekció során. Ha az erekció csillapodásával sem távolítható el, orvosi segítség válik szükségessé. A péniszgyűrű használata egy alkalommal maximum 20 percig ajánlott. A péniszgyűrű által túl hosszú ideig fenntartott erekció kóros hímvessző merevedést (orvosilag: priapizmust) idézhet elő. Ez rendkívüli fájdalmas, illetve tartós károsodást okozhat az erekben. Éjszakára nem hagyható a péniszen, ugyanis a spontán éjszakai merevedés hatására komoly vérkeringési problémákat idézhet elő.